# Dusminguet
Dusminguet est un groupe catalan de La Garriga (Barcelone) formé en 1995 qui mélange les styles (rumba, polka, reggae, rock, tex-mex, cumbia, merengue...) et les langues (catalan, castillan, portugais, français, anglais, arabe).
Le groupe tourne dans toute l'Europe (Espagne, Italie, France...) et même dans le monde entier (Mexique...). À la suite du décès du bassiste Carlos Rivolta, électrocuté sur scène, en avril 2002, à Guadalajara (Mexique), le groupe annule toutes les dates de la fin de la tournée.
En 2002, Dusminguet enregistre "à la maison" Go, le troisième et dernier album.

## Discographie
- Vafalungo, Virgin-Chewaka, 1998
- Postrof, Virgin-Chewaka, 2000
- Go, Virgin, 2002